# Hymenomima perfuscimargo
Hymenomima perfuscimargo är en fjärilsart som beskrevs av Louis Beethoven Prout 1910. Hymenomima perfuscimargo ingår i släktet Hymenomima och familjen mätare. Inga underarter finns listade i Catalogue of Life.